# Казалбелото (Кремона)
Казалбелото је насеље у Италији у округу Кремона, региону Ломбардија.
Према процени из 2011. у насељу је живело 896 становника. Насеље се налази на надморској висини од 24 м.